# Celastrina moorea
Celastrina moorea är en fjärilsart som beskrevs av Lambertus Johannes Toxopeus. Celastrina moorea ingår i släktet Celastrina och familjen juvelvingar. Inga underarter finns listade i Catalogue of Life.